# Neoserica transvaalica
Neoserica transvaalica är en skalbaggsart som beskrevs av Moser 1916. Neoserica transvaalica ingår i släktet Neoserica och familjen Melolonthidae. Inga underarter finns listade i Catalogue of Life.